# Mezinárodní hokejová federace
Tato stránka pojednává o pozemním hokeji, lední hokej viz Mezinárodní federace ledního hokeje.
Mezinárodní hokejová federace (FIH, francouzsky: Fédération internationale de hockey sur gazon, anglicky: International Hockey Federation) je mezinárodní organizace sdružující národní svazy pozemního hokeje.

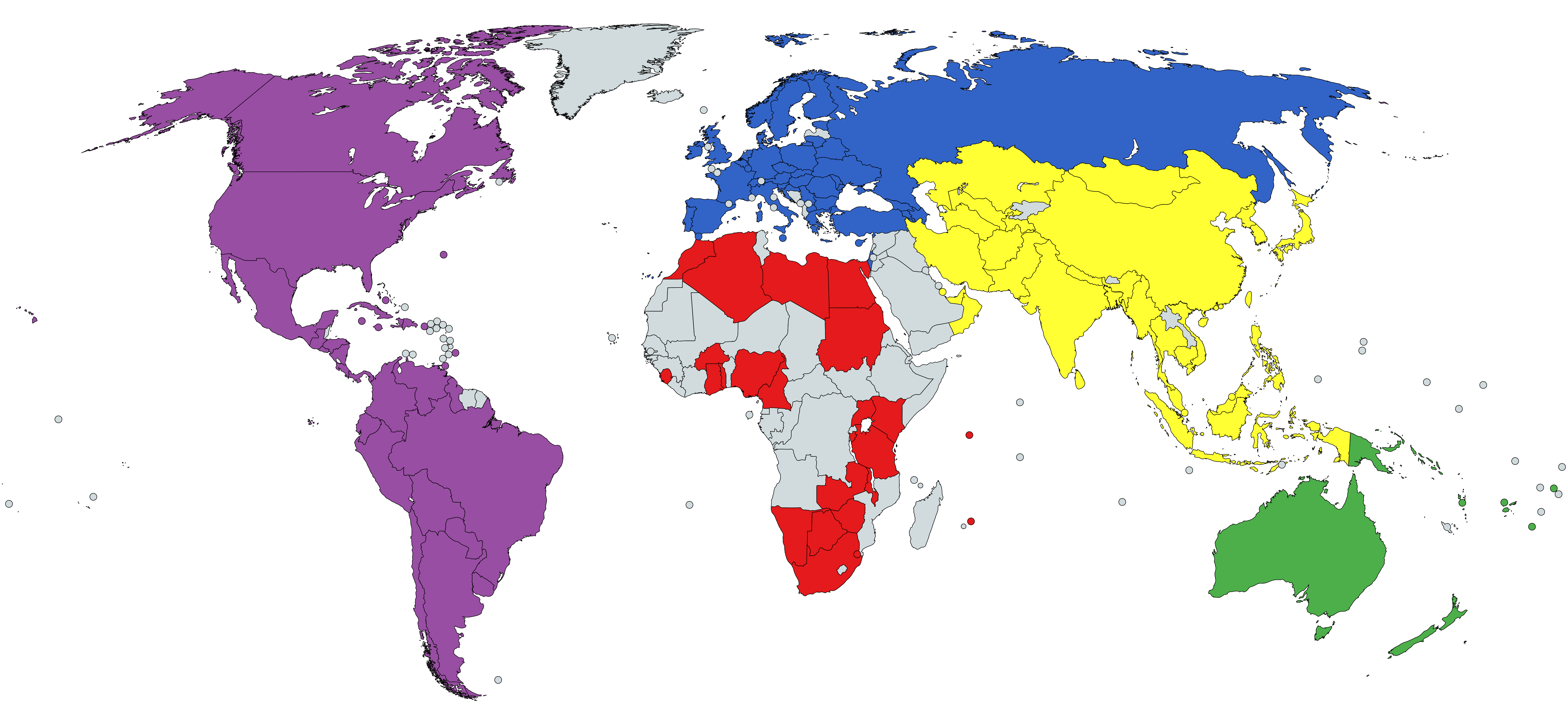
Mapa světa s pěti konfederacemi

## Struktura
Africká hokejová federace (AFHF – African Hockey Federation)
    Asijská hokejová federation (ASHF – Asian Hockey Federation)
    Evropská hokejová federace (EHF – European Hockey Federation)
    Oceánská hokejová federace (OHF – Oceania Hockey Federation)
    Panamerická hokejová federace (PAHF – Pan American Hockey Federation)

### Evropa
- Anglie
- Arménie
- Ázerbájdžán
- Belgie
- Bělorusko
- Bulharsko
- Česko
- Dánsko
- Estonsko
- Finsko
- Francie
- Gibraltar
- Gruzie
- Chorvatsko
- Irsko
- Izrael
- Itálie
- Kypr
- Litva
- Lotyšsko
- Lucembursko
- Maďarsko
- Makedonie
- Malta
- Moldavsko
- Německo
- Nizozemsko
- Norsko
- Polsko
- Portugalsko
- Rakousko
- Rumunsko
- Rusko
- Řecko
- Skotsko
- Slovensko
- Slovinsko
- Spojené království
- Srbsko
- Španělsko
- Švédsko
- Švýcarsko
- Turecko
- Ukrajina
- Wales

## Mezinárodní závody
- Pozemní hokej na letních olympijských hrách
- Mistrovství světa v pozemním hokeji mužů
- Mistrovství světa v pozemním hokeji žen
- Halové mistrovství světa v pozemním hokeji

### Evropa
- Halové mistrovství Evropy v pozemním hokeji